# Asterococcus oblatus
Asterococcus oblatus är en insektsart som beskrevs av Xue och Zhang 1990. Asterococcus oblatus ingår i släktet Asterococcus och familjen Cerococcidae. Inga underarter finns listade i Catalogue of Life.